# Famille Csernovics
La famille Csernovics de Mácsa et Kisorosz (en hongrois : mácsai és kisoroszi Csernovics család) était une famille aristocratique hongroise.

## Pour approfondir